# Tadeusz Banachiewicz

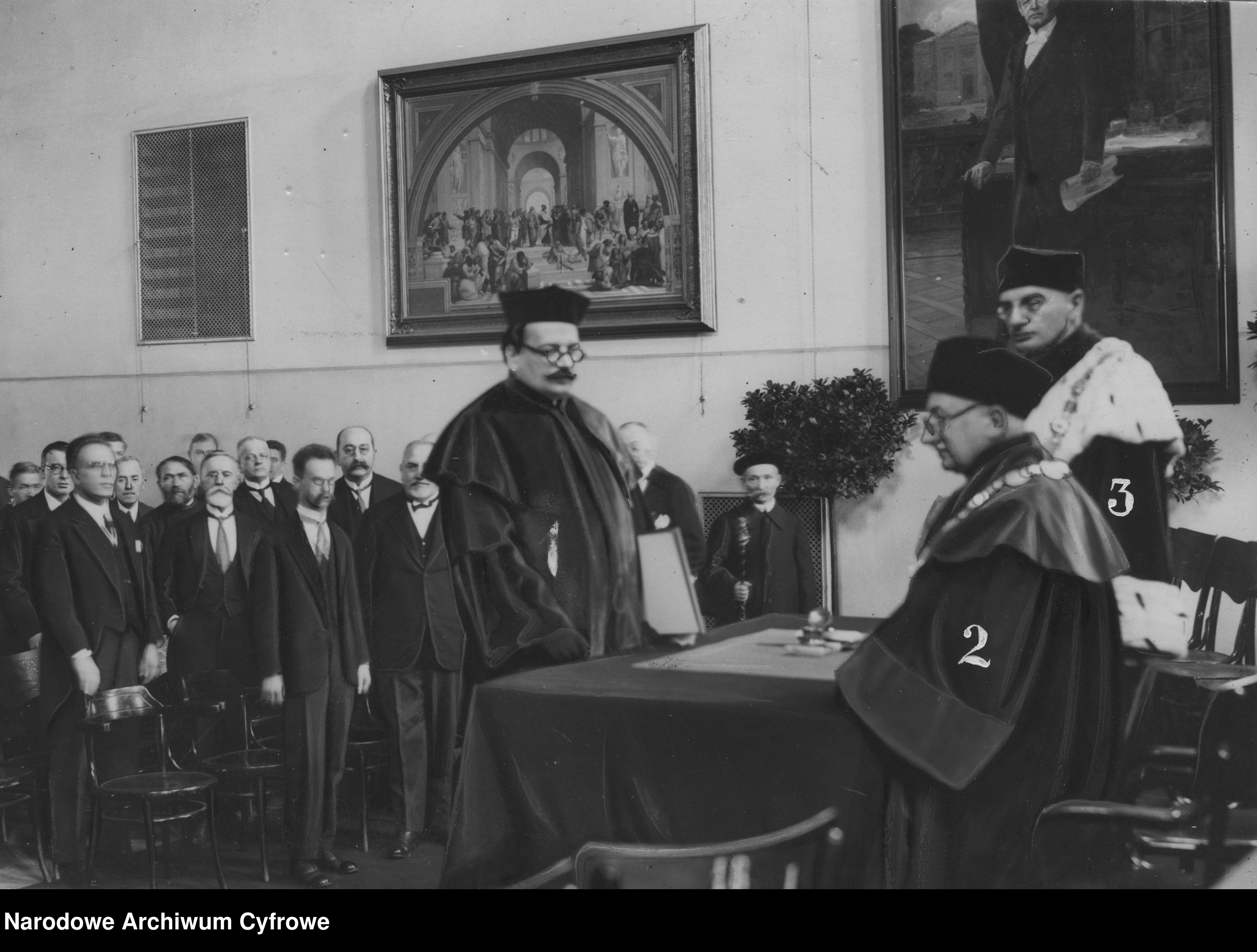
Tadeusz Banachiewicz (w środku) odbiera doktorat honoris causa Uniwersystetu Warszwskiego (1929)

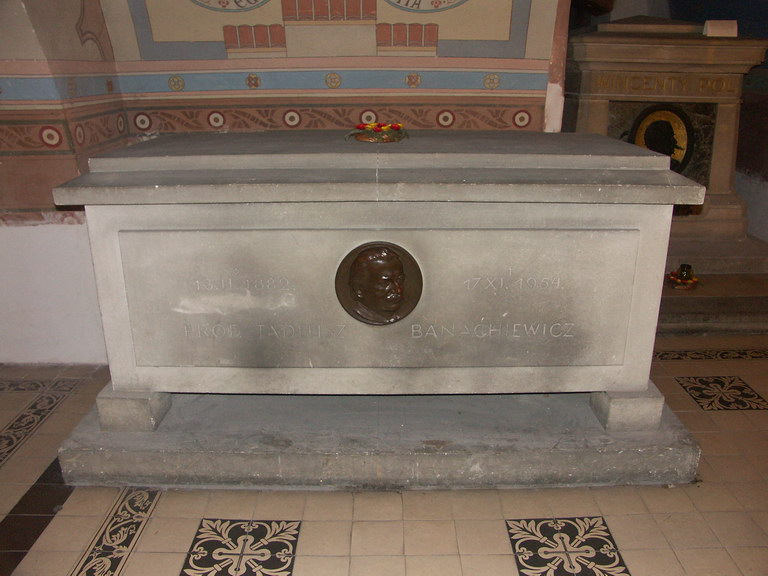
Sarkofag Tadeusza Banachiewicza w Krypcie Zasłużonych na Skałce w Krakowie

Tadeusz Julian Banachiewicz (ur. 13 lutego 1882 w Warszawie, zm. 17 listopada 1954 w Krakowie) – polski uczony: astronom, matematyk i geodeta.

## Życiorys
Urodził się w 1882 roku w Warszawie, w rodzinie Artura i Zofii z Rzeszotarskich. Jego starszym bratem był inżynier Ignacy Banachiewicz (1895-1940). W roku 1900 ukończył V Gimnazjum w Warszawie, otrzymując srebrny medal za wyróżniające się wyniki w nauce. W tym samym roku wstąpił na Wydział Matematyki i Fizyki Cesarskiego Uniwersytetu Warszawskiego. Jeszcze w czasie studiów, w 1903 roku opublikował swoją pierwszą pracę naukową w „Astronomische Nachrichten” (dotyczyła ona matematycznego opracowania obserwacji zakrycia gwiazdy przez Jowisza). Studia ukończył w roku 1904, przedstawiając nagrodzoną złotym medalem pracę na temat precyzyjnych pomiarów astrometrycznych wykonywanych heliometrem w obserwatorium w Pułkowie. Należał do grona założycieli i wykładowców Wydziału Matematyczno-Przyrodniczego Towarzystwa Kursów Naukowych w Warszawie (1905–1910), wykładał tam astronomię, a w 1906 pełnił funkcję sekretarza wydziału.
W 1906 roku wyjechał do Getyngi i studiował tam astrofizykę u Karla Schwarzschilda. W latach 1907–1915 pracował kolejno w Pułkowie, Warszawie i w Obserwatorium Engelhardta pod Kazaniem (1910–1915). W 1910 roku obronił doktorat, a w 1915 roku przedstawił rozprawę habilitacyjną na uniwersytecie w Kazaniu, obronioną ostatecznie w listopadzie 1915 w Dorpacie (dzisiejsze Tartu), gdzie pracował w latach 1915–1918, zajmując kolejno stanowiska asystenta, docenta etatowego, profesora nadzwyczajnego (1918) i dyrektora Obserwatorium. W maju 1918 roku został zaproszony przez władze Uniwersytetu Jagiellońskiego w Krakowie do objęcia stanowiska profesora astronomii. Objął to stanowisko w marcu 1919. W latach 1919–1954, z przerwą w okresie okupacji, był profesorem Uniwersytetu Jagiellońskiego oraz dyrektorem obserwatorium astronomicznego UJ, gdzie stworzył m.in. program systematycznych obserwacji gwiazd zmiennych zaćmieniowych.
W 1922 roku z jego inicjatywy powstała stacja astronomiczna na Łysinie (przemianowana później na Lubomir), spalona przez Niemców w roku 1944.
W 1927 wynalazł chronokinematograf do precyzyjnej obserwacji całkowitych zaćmień Słońca. Chronokinematografy były wykorzystane podczas ekspedycji na obserwacje zaćmień Słońca w 1927 w Szwecji, w 1932 w USA, w 1936 w Grecji, Japonii i Syberii, w 1954 na Suwalszczyznie, oraz w 1961 w Bułgarii.
17 marca 1931 Banachiewicz ożenił się z malarką i poetką Laurą (lub Larysą) Sołłohub (zm. 28 maja 1945). Małżeństwo to pozostało bezdzietne. Zdrobnieniem jej imienia nazwano planetoidę (1287) Lorcia. Od 1932 do śmierci prowadził dziennik zatytułowany Notaty codzienne.
6 listopada 1939 roku wraz z innym profesorami został aresztowany przez Niemców podczas tzw. Sonderaktion Krakau i przewieziony do obozu koncentracyjnego w Sachsenhausen. Z obozu został zwolniony trzy miesiące później i po powrocie do Krakowa zezwolono mu na wznowienie pracy w krakowskim obserwatorium, przemianowanym na „Krakauer Sternwarte”. Po przybyciu do Krakowa Kurta Waltera, niemieckiego zarządcy komisarycznego obserwatoriów astronomicznych na terenie Generalnego Gubernatorstwa, Banachiewicz został przeniesiony ze stanowiska dyrektora na stanowisko zastępcy (dyrektorem obserwatorium został Kurt Walter). W czasie wojny prowadził konspiracyjne zebrania naukowe.
Po zakończeniu wojny powrócił na poprzednie stanowisko, obejmując jednocześnie stanowisko profesora geodezji wyższej i astronomii na krakowskiej Akademii Górniczo-Hutniczej (1945–1951). W 1952 r., gdy powstała Polska Akademia Nauk, został jej członkiem. W roku 1953 udało mu się uzyskać pozwolenie na zaadaptowanie dawnego austriackiego fortu (Fort Skała) na podmiejską stację obserwacyjną (obecnie znajduje się tam główna siedziba krakowskiego obserwatorium).
Zmarł po krótkiej chorobie 17 listopada 1954 roku. Pierwonitnie został pochowany na Cmentarzu Rakowickim. Dzięki staraniom swojego ucznia i współpracownika, doc. Kazimierza Kordylewskiego, 11 listopada 1955 roku jego zwłoki przeniesiono do Krypty Zasłużonych na Skałce w Krakowie.
Był agnostykiem, ale przed śmiercią wyspowiadał się.

## Osiągnięcia naukowe

Tablica Pamiątkowa. Kraków ul. Kopernika 27. Gmach Obserwatorium

Był członkiem Towarzystwa Naukowego Warszawskiego (1908), PAU (1920) i PAN (1952), w latach 1932–1938 wiceprezes Międzynarodowej Unii Astronomicznej. Założył (w 1925 r.) kwartalnik naukowy „Acta Astronomica”. W swych pracach zajmował się zagadnieniami z zakresu matematyki, astrometrii, mechaniki nieba, astrofizyki i geodezji. W końcowym okresie życia zajmował się też pionierskimi pracami w dziedzinie radioastronomii.
Do jego największych osiągnięć należy opracowanie krakowianów (w 1925 r.), czyli specjalnego typu macierzy stosowanych w geodezji oraz mechanice nieba, znacznie ułatwiających obliczenia przy użyciu stosowanych wówczas ręcznych arytmometrów. Dzięki nim 1 marca 1931 r. zaprezentował pierwsze obliczenia orbity Plutona – planety karłowatej odkrytej 18 lutego 1930 roku przez amerykańskiego astronoma Clyde'a Tombaugha. W latach 1910–1915 badał zjawisko libracji Księżyca.
Autor ponad 230 publikacji naukowych.
Był doktorem honoris causa Uniwersytetu Warszawskiego (1929), Poznańskiego (1936) oraz Sofijskiego (1948). Jego imieniem nazwaną stację obserwacyjną na Lubomirze (otwartą w 2007).

## Ordery i odznaczenia
- Order Sztandaru Pracy I klasy (4 lutego 1954)[19]
- Krzyż Komandorski Orderu Odrodzenia Polski (27 listopada 1929)[20]
- Brązowy Medal za Długoletnią Służbę (1938)[21]
- Krzyż Komandorski Orderu Białej Róży Finlandii (Finlandia, 1926)[21]

## Obiekty astronomiczne związane z Banachiewiczem
Jego nazwisko nosi:
- krater Banachiewicz o średnicy 92 km na Księżycu (5,2°N, 80,1°E)
- planetoida (1286) Banachiewicza
- planetoida (1287) Lorcia nosi nazwę pochodzącą od zdrobnienia imienia jego żony